# Świątynia Inskrypcji

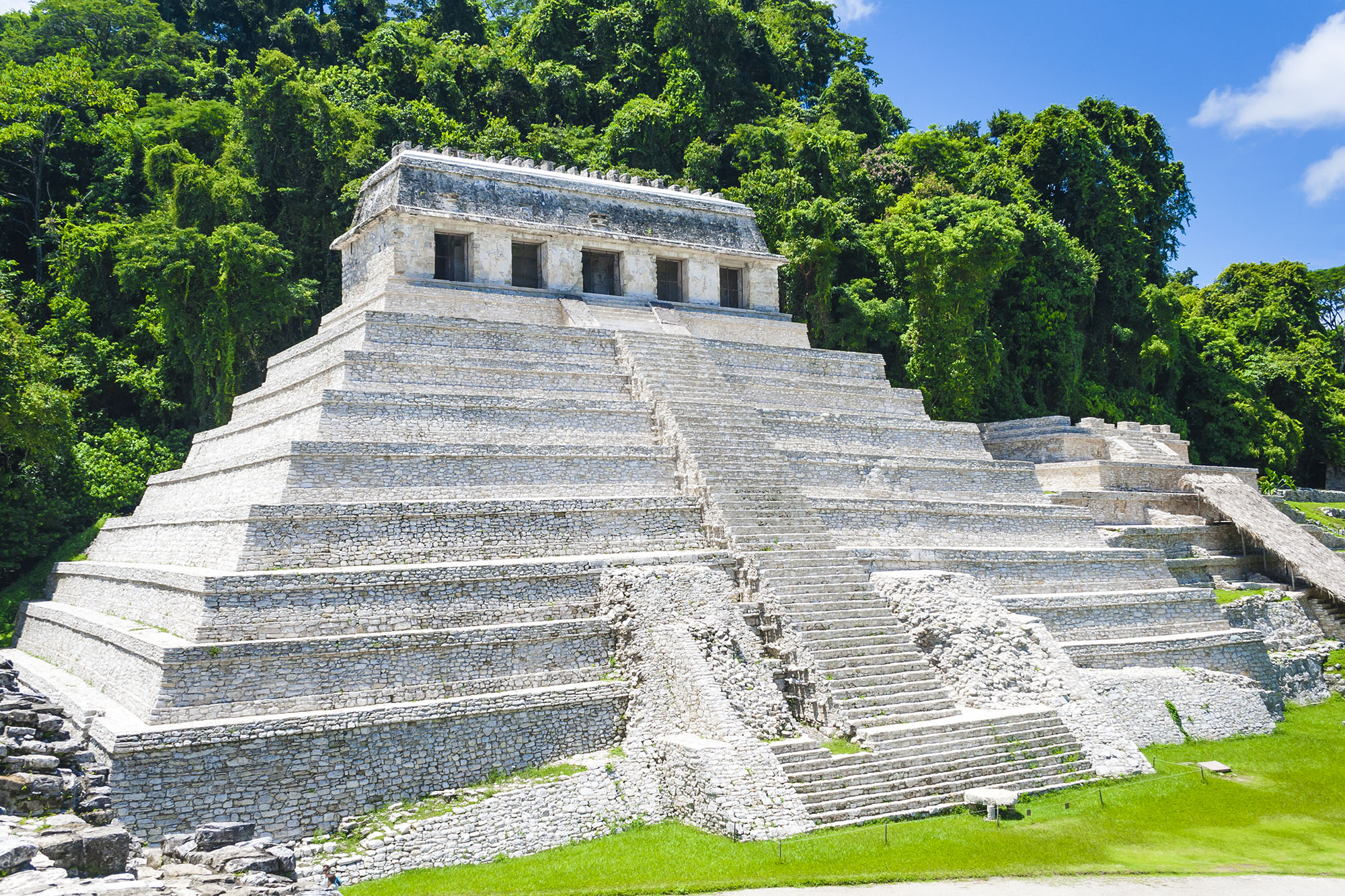
Świątynia Inskrypcji

Świątynia Inskrypcji (hiszp. Templo de las Inscripciones) – piramida schodkowa Majów zbudowana w Palenque w Meksyku jako grobowiec dla króla-kapłana K’inich Janaab’ Pakala. Budowę, którą rozpoczęto w ostatniej dekadzie blisko 70-letniego panowania Pakala, dokończył jego syn i następca K’inich Kan Bahlam II.
Pomimo że piramida była przez wiele lat badana przez naukowców, dopiero w 1952 roku meksykański archeolog Alberto Ruz Lhuillier odnalazł kryptę grobową Pakala, do której wejście ukryte było pod podłogą świątyni. Na kamiennej płycie sarkofagu znajduje się słynny relief władcy nazywany też „kamieniem astronauty”, gdyż według niektórych pseudonaukowców przedstawiona na nim postać siedzi za sterami rakiety.

## Budowla
Majowie, którzy wbrew pozorom często chowali swoich zmarłych w piramidach, traktowali taki pochówek jako funkcję wtórną budowli, gdyż jej podstawowa rola sprowadzała się do pełnienia funkcji ceremonialno-kultowej. Dlatego też groby były często umieszczane pod podłogą lub w specjalnie dobudowanej kondygnacji. Świątynia Inskrypcji stanowi pod tym względem wyjątek, gdyż jest pierwszą majańską piramidą z Okresu Klasycznego, której główną funkcją było zabezpieczenie krypty grobowej władcy. Jej budowę rozpoczął ok. 675 roku jeszcze K’inich Janaab’ Pakal, ale ponieważ nie zdążył jej ukończyć, zrobił to jego syn i następca K'inich Kan Bahlam II około 683 roku.
Piramida składa się z dziewięciu poziomów i ma wymiary 61×49 m u podstawy i 21 m wysokości. Jej trzon tworzy gruz wymieszany z gliną, który obłożono kamiennymi płytami. Nie ma ona natomiast żadnych fundamentów, gdyż postawiono ją bezpośrednio na gliniastym podłożu. Na jej szczycie znajduje się świątynia z przedsionkiem i trzema pomieszczeniami, których wnętrza pokryto wapiennym stiukiem. Pod podłogą największego z nich ukryto wejście do tunelu prowadzącego do krypty grobowej. Sama sala wyłożona jest tablicami z licznymi hieroglificznymi inskrypcjami, od których wzięła się nazwa świątyni. Opisują one ważne wydarzenia z życia władcy oraz jego dokonania.

### Filary
Do świątyni prowadzi pięć wejść, które oddziela sześć filarów. Noszą one umowne oznaczenia od A do F. Na każdym z nich znajdują się glify oraz hieroglificzne inskrypcje w języku Majów, jednak nie wszystkie są czytelne, gdyż nie zachowały się w całości.

### Krypta grobowa

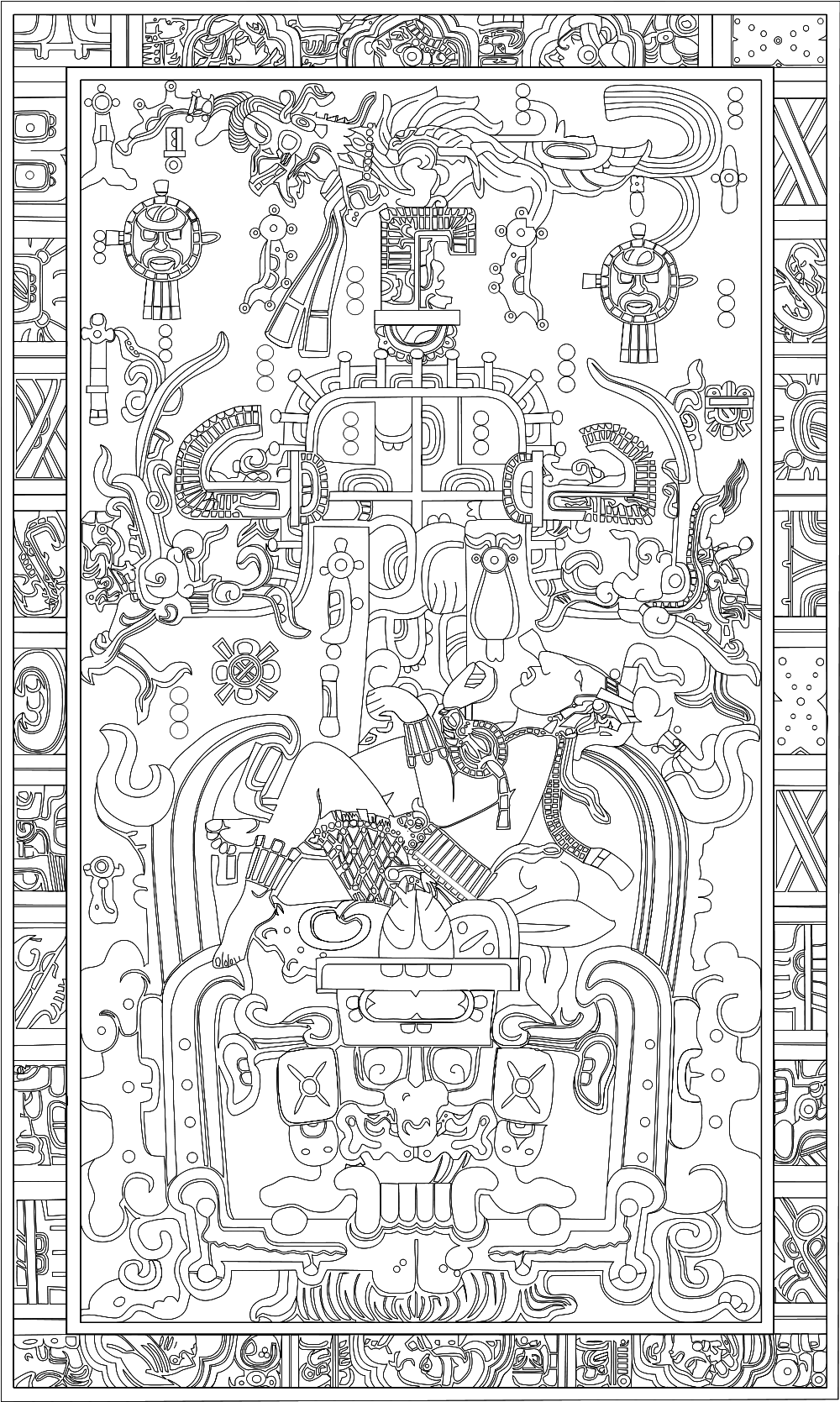
Relief z płyty nagrobnej

Piramida od początku była planowana jako grobowiec, dlatego najpierw wzniesiono kryptę, w której miał się znajdować sarkofag władcy. Budowę rozpoczęto od położenia podłogi z kamiennych płyt, na której postawiono sześć wsporników podtrzymujących 15-tonowy blok kamienia przeznaczony na sarkofag. Całość otoczono murem oraz sklepieniem, a wnętrze upiększono dekoracjami. Po zakończeniu prac nad kryptą rozpoczęto budowę piramidy, z której szczytu prowadził do jej wnętrza tunel oraz schody. Gdy Pakal zmarł, jego ciało złożono w sarkofagu, który przykryto kamienną pokrywą i zapieczętowano wapnem. Następnie nałożono płytę z reliefem władcy, a kryptę zamurowano. W przylegającym do niej korytarzu złożono ofiary z 5 lub 6 osób, które miały służyć mu po śmierci. Tunel zasypano gruzem i kamieniami, a wejście do niego zamurowano.

## Relief z sarkofagu
Na płycie sarkofagu znajduje się intrygujący, aczkolwiek całkowicie symboliczny relief odnoszący się do majańskich wyobrażeń pozagrobowych. Gdy patrzy się na niego z boku, można odnieść wrażenie, że przedstawiona na nim postać siedzi za sterami jakiegoś pojazdu. Jednak w rzeczywistości jest to król Pakal ukazany w pozycji półleżącej na czaszce, która symbolizuje demona ziemi. Wyrastające z jego boków wypustki to granice Xibalby. Z kolei znajdujący się na niej pień to pęd kukurydzy przedstawiający Drzewo Światła. Na jego szczycie znajduje się słoneczny ptak quetzal w masce boga deszczu. Całość stanowi symboliczne wyobrażenie życia, które wyrywa się śmierci i ponownie odradza dzięki wodzie i słońcu.